# Barranc dels Cinc Ponts
El Barranc dels Cinc Ponts és un curs d'aigua del terme de Reus a la comarca catalana del Baix Camp.
S'origina entre Calderons i els Estellers, a la vora i al sud d'allà on la riera de Castellvell s'uneix amb la de la Vidaleta, a l'indret conegut pels Cinc Ponts. A la vora d'on n'arrenca el Camí de la Selva se li ajunta, per la banda dreta, el Barranc de Calderons, que és molt més llarg que el dels Cinc Ponts. Pel seu llit hi circulen llargs trams del camí dels Cinc Ponts. De la Munta-i-Baixa en avall formava el límit de Reus per l'est, i aleshores se'l coneixia per "La Riera" fins al Molinet. Antigament se l'anomenava "Torrent de la Vila" de cap a cap, i el tros inicial s'havia dit "barranc dels Estellers", quan passava a tocar d'aquesta partida de terra. En el seu estat original, el barranc procedia de la part alta dels termes de Castellvell, (de les partides de la Llenguadera i la Roureda) i d'Almoster (les partides de l'Enfús i dels Catxos). A Castellvell se la coneixia com a Riera del Roquís. Tenia una extensió molt més llarga que actualment.
Per evitar que les seves aigües entressin a Reus i que en èpoques de pluja deixessin incomunicada la barriada coneguda com a "L'Isla" el 1848 es va acordar desviar el torrent construint un dic als Cinc Ponts, desviant el curs cap a la Riera de la Beurada. L'obra va servir per donar feina als parats. Sis anys més tard, essent alcalde Joan Martell, se la va tornar a desviar des d'una mica més avall, novament cap a la Riera de la Beurada a través del Barranc dels Gossos. Actualment el seu curs és, gairebé tot, soterrat. Cap al 1905, a la Munta-i-Baixa i en el lloc de l'antic curs, l'ajuntament hi va construir un pou, conegut com el pou d'Estellers, que abastia d'aigua una part de la ciutat